# For Those We Love
For Those We Love é um filme mudo de drama romântico norte-americano de 1921, produzido e estrelado por Betty Compson. Dirigido por Arthur Rosson, o filme foi distribuído pela Goldwyn Pictures. For Those We Love é agora considerado um filme perdido.

## Elenco
- Betty Compson - Bernice Arnold
- Richard Rosson - Jimmy Arnold
- Camille Astor - Vida
- Bert Woodruff - Dr. Bailee
- Harry Duffield - George Arnold
- Walter Morosco - Johnny Fletcher
- George Cooper - Bert
- Frank Campeau - Frank
- Lon Chaney - Trix Ulner